# Peter Durand
Pour les articles homonymes, voir Durand.
Peter Durand, dit Pierre Durand dans certains ouvrages français, né le 21 octobre 1766 à Hoxton, dans le faubourg londonien de Hackney et mort le 23 juillet 1822 à Shoreditch, est un inventeur anglais connu pour avoir déposé en août 1810 au Royaume-Uni un brevet sur la découverte en matière de conservation des aliments de Nicolas Appert dont l'ouvrage, publié en mai-juin 1810, avait été apporté à Londres par Philippe de Girard,. 

## Historique
Appert n'utilisait au départ que des bocaux en verre de type bouteille de champagne avec goulot élargi, fragiles, et n'avait pas pris de brevet, préférant que sa découverte profite à tous. 
Peter Durand dépose en 1810 au Royaume-Uni un brevet portant sur l'utilisation de divers récipients  pour l'appertisation, dont les boîtes métalliques en fer-blanc. Il ne revendique toutefois pas l'invention et explique comment il a amélioré le procédé à partir d'une communication dont il a eu connaissance par une personne résidant à l'étranger, vers 1809.
Son adaptation des découvertes de Nicolas Appert est une bénédiction pour le Royaume-Uni qui avait un retard stratégique dans ce domaine. Peter Durand n'a toutefois jamais exploité son brevet : il l'a vendu à Bryan Donkin et John Hall, qui ont créé dès 1812 une fabrique de boîtes de conserve destinées à l'armée britannique.